# Tom Hiariej
Tom Jan Hiariej (ur. 25 czerwca 1988 w Winschoten) – holenderski piłkarz występujący na pozycji obrońcy. Od 2017 jest zawodnikiem Central Coast Mariners.

## Kariera klubowa
Hiariej jako junior grał w klubach V.V. ZNC, GRC Groningen oraz FC Groningen, do którego trafił w 1999 roku. W 2007 roku został włączony do jego pierwszej drużyny. W jego barwach zadebiutował 26 września 2007 w wygranym 8:1 meczu Pucharu Holandii z IJsselmeervogels. W Eredivisie pierwszy mecz zaliczył 4 listopada 2007 przeciwko Vitesse Arnhem (0:0). 23 stycznia 2008 w wygranym 5:1 meczu z NEC Nijmegen strzelił pierwszego gola w trakcie gry w Eredivisie. W sezonie 2007/2008 w lidze zagrał 21 razy i zdobył jedną bramkę, a w klasyfikacji końcowej Eredivisie jego klub zajął 7. miejsce. Jednak po przegranym barażu z NEC Nijmegen, nie awansował do Pucharu UEFA. W sezonie 2008/2009 Hiariej rozegrał 12 ligowych spotkań, a Groningen zajęło 6. miejsce w końcowej tabeli Eredivisie, ale przegrało 1:4 z NAC Breda finałowy baraż o występ w 2009/2010 i nie wystąpił w tych rozgrywkach. W 2013 roku był wypożyczony do FC Emmen, a w 2016 do SC Cambuur. W 2017 przeszedł do Central Coast Mariners.

## Kariera reprezentacyjna
Hiariej jest młodzieżowym reprezentantem Holandii. Wraz z kadrą U-17 wystąpił na Mistrzostwach Świata U-17 w 2005 roku, na których jego reprezentacja zajęła 3. miejsce. Był też członkiem kadry U-21.